# Pedrosia
Pedrosia là một chi thực vật có hoa trong họ Đậu.